# Novoselivka, Berezanka
Novoselivka (în ucraineană Новоселівка) este un sat în comuna Vasîlivka din raionul Berezanka, regiunea Mîkolaiiv, Ucraina.

## Demografie
Componența lingvistică a localității Novoselivka
     Ucraineană (95,51%)
     Rusă (3,37%)
     Română (1,12%)
Conform recensământului din 2001, majoritatea populației localității Novoselivka era vorbitoare de ucraineană (95,51%), existând în minoritate și vorbitori de rusă (3,37%) și română (1,12%).